# Alapítvány–Birodalom–Robot regényciklus
Az Alapítvány–Birodalom–Robot ciklust Isaac Asimov teremtette meg. A sorozathoz tartozó novellák és regények 1940-től jelentek meg, először még külön Alapítvány, Galaktikus Birodalom és Robot sorozatban, majd 1982-ben Az Alapítvány pereme című regényével egybeolvasztotta a hármat, innentől pedig már az új sorozatba írta műveit.
A regények és novellák az emberiség történetét írják le a 20. század végétől több mint húsz évezreden keresztül.

## Az univerzum történetek időrendi sorrendje
Asimov nem határozta meg egyértelműen néhány történetének dátumát (például az Elijah Baley-féle történetek időpontjáról csak nagyjából ír, ennek megfelelően a robot sorozat regényeinek datálása csak relatív lehet), így több különböző kronológiát is készítettek. A történetek sorrendje viszont egyértelmű:
1. Egy fiú legjobb barátja (A Boy's Best Friend, 1975)
2. Robbie (Robbie, 1940)
3. Az AL–76-os robot elkeveredik (Robot AL-76 Goes Astray, 1942)
4. Insert Knob A in Hold B (1957) – kötet: Nightfall and Other Stories
5. Körbe-körbe (Runaround, 1942)
6. Logika (Reason, 1941)
7. Fogd meg a nyulat! (Catch that Rabbit!, 1944)
8. Te hazug! (Liar!, 1941)
9. Tökéletes kiszolgálás (Satisfaction Guaranteed, 1951)
10. Egyensúly (Balance, 1989) 2 – Mike Resnick novellája, kötet: Az Alapítvány barátai
11. Lenny (Lenny, 1958)
12. Tintafolt (Blot, 1989) 2 – Hal Clement novellája, kötet: Az Alapítvány barátai
13. Az eltűnt robot (Little Lost Robot, 1947)
14. A kockázat (Risk, 1955)
15. A csillagokba! (Escape!, 1945)
16. Bizonyíték (Evidence, 1946)
17. PAPPI (1989) 2 – Sheila Finch novellája, kötet: Az Alapítvány barátai
18. Rabszolga (Galley Slave, 1957)
19. Az Első Törvény (First Law, 1956)
20. Platón barlangja (Plato's Cave, 1989) 2 – Poul Anderson novellája, kötet: Az Alapítvány barátai
21. Az elkerülhető konfliktus (The Evitable Conflict, 1950)
22. Robotálmok (Robot Dreams, 1986)
23. Női ösztön (Feminine Intuition, 1969)
24. A robotika negyedik törvénye (The Fourth Law of Robotics, 1989) 2– Harry Harrison novellája, kötet: Az Alapítvány barátai
25. Karácsony Rodney nélkül (Christmas without Rodney, 1988)
26. Öcsi (Kid Brother, 1990)
27. Isaac Asimov's Robots in Time 2 – William F. Wu regényei
  1. Predator
  2. Marauder
  3. Warrior
  4. Dictator
  5. Emperor
  6. Invader
28. A fényvers (Light Verse, 1973)
29. Too Bad! (1990) – kötet: Robot Visions
30. …hogy engedelmességgel tartozol Neki (–That Thou Art Mindful of Him, 1974)
31. A Betonpréri autóvadászai (Carhunters of the Concrete Prairie, 1989) 2 – Robert Sheckley novellája, kötet: Az Alapítvány barátai
32. A két évszázados ember (The Bicentennial Man, 1976)
33. Föld Anya (Mother Earth, 1949)
34. Acélbarlangok (The Caves of Steel, 1953)
35. A mezítelen nap (The Naked Sun, 1956)
36. Tükörkép (Mirror Image, 1972)
37. A sávfutó (Strip Runner, 1989) 2 – Pamela Sargent novellája, kötet: Az Alapítvány barátai
38. A Hajnal bolygó robotjai (The Robots of Dawn, 1983)
39. Isaac Asimov robotvárosa 2 (Isaac Asimov's Robot City)
  1. Odüsszeia (Odyssey, 1987) – Michael P. Kube-McDowell regénye
  2. Gyanú (Suspicion, 1987) – Mike McQuay regénye
  3. Kiborg (Cyborg, 1987) – William F. Wu regénye
  4. Tehetség (Prodigy, 1988) – Arthur Byron Cover regénye
  5. Menedék (Refuge, 1988) – Rob Chilson regénye
  6. Perihélion (Perihelion, 1988) – William F. Wu regénye
40. Isaac Asimov's Robots and Aliens 2
  1. Changeling – Stephen Leigh regénye
  2. Renegade – Cordell Scotten regénye
  3. Intruder – Robert Thurston regénye
  4. Alliance – Jerry Oltion regénye
  5. Maverick – Bruce Bethke regénye
  6. Humanity – Jerry Oltion regénye
41. Káprázat 1 (Mirage, 2000) – Mark W. Tiedemann regénye
42. Chimera 1 (2001) – Mark W. Tiedemann regénye
43. Aurora 1 (2002) – Mark W. Tiedemann regénye
44. Have Robot, Will Travel 1 (2004) – Alexander C. Irvine regénye
45. Robotok és Birodalom (Robots and Empire, 1985)
46. Kalibán 1 (Isaac Asimov's Caliban, 1993) – Roger MacBride Allen regénye
47. Infernó 1 (Isaac Asimov's Inferno, 1994) – Roger MacBride Allen regénye
48. Utópia 1 (Isaac Asimov's Utopia, 1996) – Roger MacBride Allen regénye
49. A csillagok, akár a por (The Stars Like Dust, 1951)
50. Az űr áramlatai (The Currents of Space, 1952)
51. Kavics az égben (Pebble in the Sky, 1950)
52. Zsákutca (Blind Alley, 1945)
53. Az Alapítvány előtt (Prelude to Foundation, 1988)
54. Előjáték az Alapítványhoz (Forward the Foundation, 1993) – Eto Demerzel fejezet
55. Az Alapítvány félelme 1 (Foundation's Fear, 1997) – Gregory Benford regénye
56. Előjáték az Alapítványhoz – I. Cleon – Wanda Seldon fejezetek
57. Alapítvány és káosz 1 (Foundation and Chaos, 1998) – Greg Bear regénye
58. Alapítvány (Foundation, 1942–44) – A pszichohistorikusok fejezet
59. Az Alapítvány győzelme 1 (Foundation's Triumph, 1999) – David Brin regénye
60. Előjáték az Alapítványhoz – Epilógus fejezet
61. Az eredetkutató (The Originist, 1989) 2 – Orson Scott Card novellája, kötet: Az Alapítvány barátai
62. Alapítvány – Az enciklopédisták – A kalmárfejedelmek fejezetek
63. Alapítvány és Birodalom (Foundation and Empire, 1945) – A generális fejezet
64. Trantor eleste (Trantor Falls, 1989) 2 – Harry Turtledove novellája, kötet: Az Alapítvány barátai
65. Alapítvány és Birodalom – Az Öszvér fejezet
66. Második Alapítvány (Second Foundation, 1948–50)
67. Az Alapítvány pereme (Foundation's Edge, 1982)
68. Alapítvány és Föld (Foundation and Earth, 1986)
69. Az Alapítvány értelme (Foundation's Conscience, 1989) 2 – George Zebrowski novellája, kötet: Az Alapítvány barátai

1: Nem Asimov írta, de hivatalosan is a sorozat része
2: Nem Asimov írta, és nem is feltétlenül a sorozat része
Néha a ciklusba sorolják Asimov A halhatatlanság halála és Nemezis című regényeit is.